# Saint-Jean-de-Galaure
Saint-Jean-de-Galaure is een fusiegemeente (commune nouvelle) in het Franse departement Drôme (regio Auvergne-Rhône-Alpes). De plaats maakt deel uit van het arrondissement Valence. Saint-Jean-de-Galaure is op 1 januari 2022 ontstaan door de fusie van de gemeenten La Motte-de-Galaure en Mureils. Saint-Jean-de-Galaure telde op 1 januari 2022 1.258 inwoners. 

## Geografie
De oppervlakte van Saint-Jean-de-Galaure bedraagt 13,18 vierkante kilometer; de bevolkingsdichtheid is 97 inwoners per km² (per 1 januari 2019).

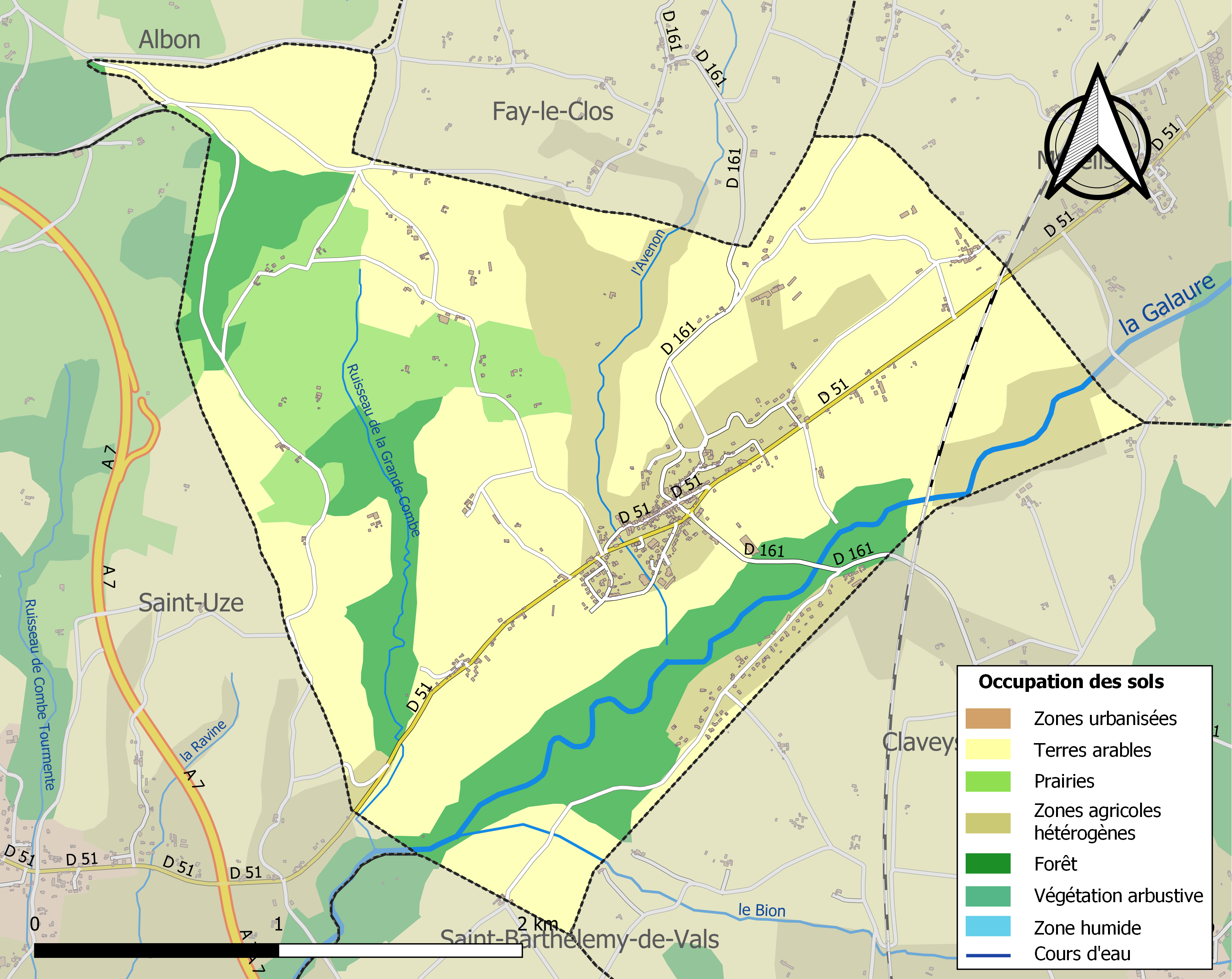
Kaart van de deelgemeente La Motte-de-Galaure met belangrijkste infrastructuur, bodemgebruik en omliggende gemeenten

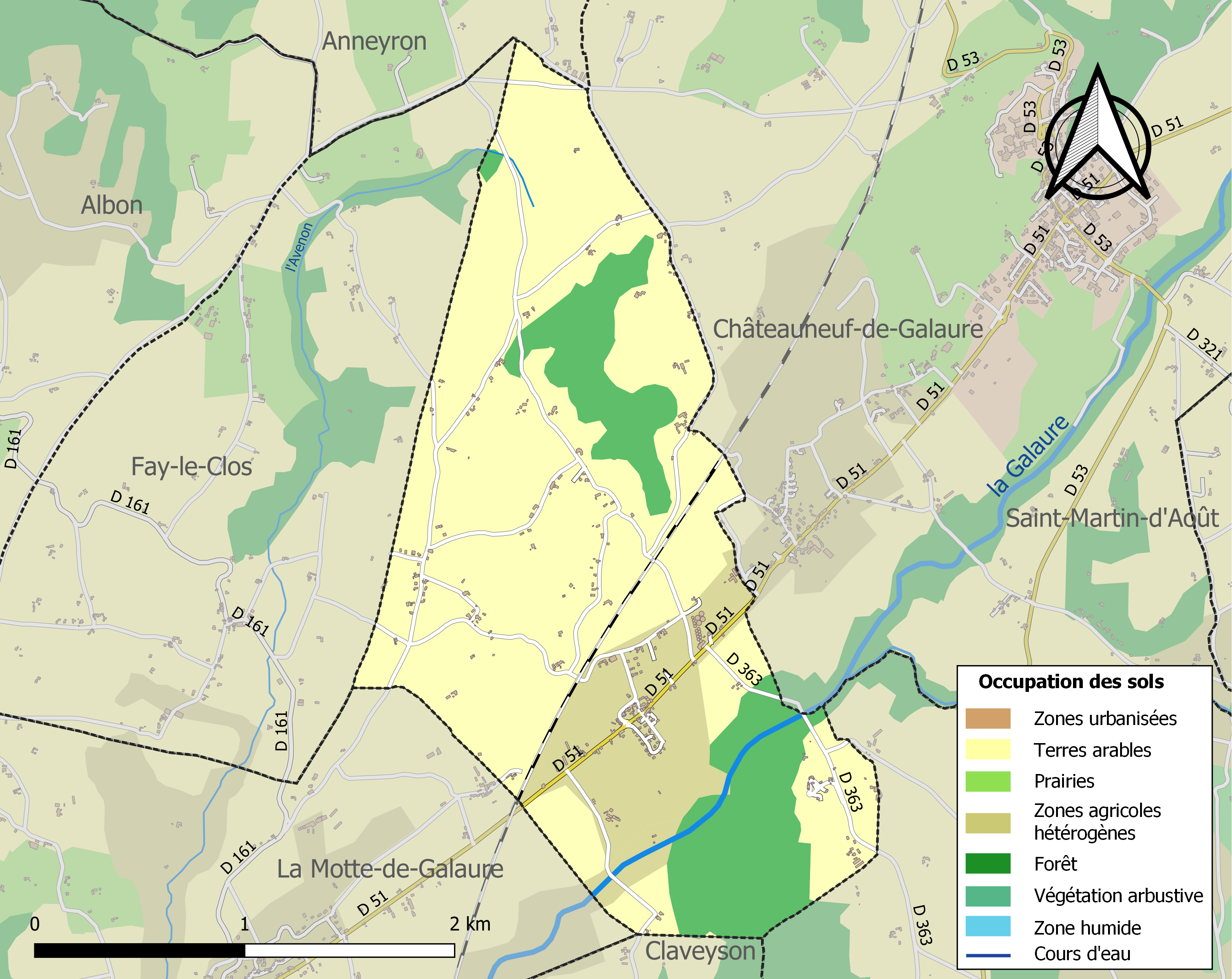
Kaart van de deelgemeente Mureils met belangrijkste infrastructuur, bodemgebruik en omliggende gemeenten